# Campanha dos Macondes (1917)
A Campanha dos Macondes de 1917 foi uma das últimas Campanhas de Pacificação e Ocupação levadas a cabo pelas forças armadas portuguesas em Moçambique e resultou na definitiva integração do Planalto dos Macondes no território moçambicano.

## História

Mapa alemão do norte de Moçambique

Quando deflagrou a Primeira Guerra Mundial, Portugal enviou reforços para o norte de Moçambique para defender a fronteira com a África Oriental Alemã. As forças armadas portuguesas fundaram um quartel-general em Mocímboa da Praia mas verificou-se ser esta localidade extremamente insalubre para as tropas por isso o governador-geral de Moçambique decidiu mudar o quartel-general de sítio para Chomba, em território dos macondes, que tinham repudiado a autoridade portuguesa e podiam ajudar os alemães, embora não existissem estradas para o local.
José Augusto da Cunha e Neutel de Abreu, antigos veteranos, foram enviados com 2100 soldados macuas a pacificar o território, abrir uma estrada de Nambunde até Chomba e fundar ali um posto militar, a 143 quilómetros de distância. A força luso-macua era guiada por um chefe maconde com desejos de bater os seus rivais. O percurso foi, por isso, tortuoso. Segundo a memória oral maconde, este chefe chamava-se Mbavala, chefe do clã Mwilu, que se encontrava então em guerra com o mais forte clã Msitunguli. A floresta era difícil de atravessar, a coluna deparou-se com falta de água no percurso e era constantemente ameaçada por jibóias e cobras venenosas.

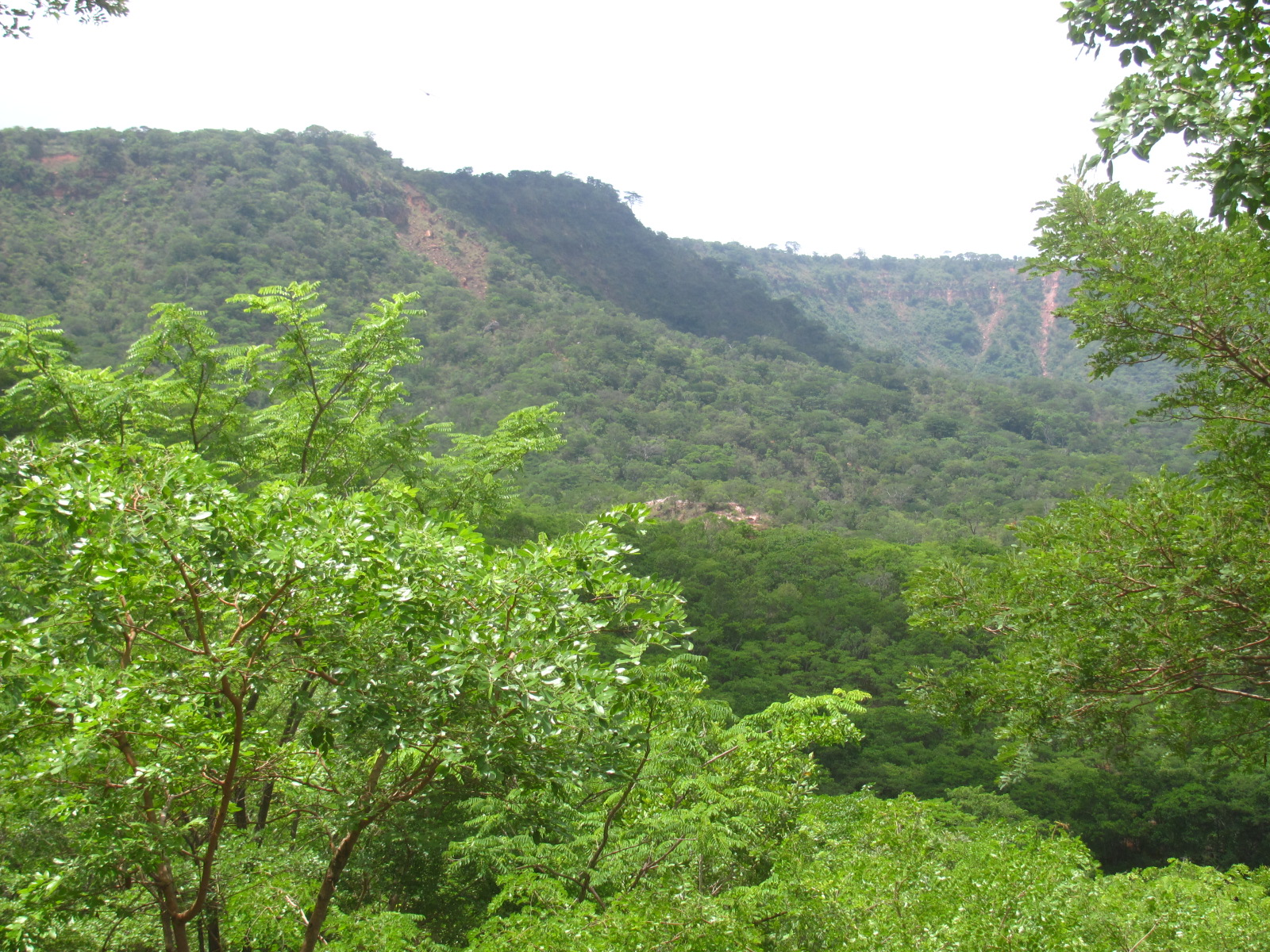
Escarpa no Planalto dos Macondes

Cada aldeia maconde tinha cerca de 70 a 200 palhotas, estava fortificada com troncos de árvores, fossos, túneis e armadilhas mas os régulos não se uniram e os combates deram-se em grupos dispersos. A coluna partiu a 29 de Abril de 1917 de Nambude sob o comando de Augusto da Cunha e logo desde o início se deram combates violentos, de 1 a 3 de Maio, com trocas de tiros na floresta virgem. A 14 de Maio deu-se o primeiro combate de relevo na aldeia de Nacatar. A coluna portuguesa foi atacada pelos régulos Cuinaca, Nhada, Namije e a 17 de Maio teve de formar um quadrado. Passaram a noite de 17 acampados junto da aldeia de Nacume, em chamas. Novos combates deram-se a 20, 23, 24, 25, 28 e 31 de Maio e a 2 de Junho a coluna encontrava-se em Mueda. A coluna chegou a Chomba a 14  de Junho.
A partir de Chomba houve novos combates a 19, 29 e 30 de Junho, contra o régulo de Mamamidia e, depois, a 2, 11, 13 e 14 de Julho. A batalha na aldeia de Mahunda durou de 11 a 17 de Julho. Enquanto ela durou, foi também atacada a aldeia de Panabenane, a 13, e neste dia os soldados portugueses e macuas foram atacados por um enxame de abelhas. Os régulos Nanchechise, Ubulamala, Metubuina, Malupendo, Pananebane, Liugo, Pachalampa e Colinga foram, porém, pacificados e a 30 de Julho, estava aberta a estrada de Chomba a Mocímboa da Praia. A Chomba chegou então uma nova coluna para abrir uma nova estrada até Negomano.
A partir de então a maioria dos régulos macondes passaram a comparecer nos postos militares dos portugueses para vender mantimentos mas nem todos tinham ainda sido pacificados. A completa pacificação do planalto só se deu em Outubro de 1920.
Os macondes foram a última etnia a ser integrada em Moçambique.